# Proxiphocentron arjinae
Proxiphocentron arjinae är en nattsländeart som beskrevs av Malicky och Chantaramongkol 1993. Proxiphocentron arjinae ingår i släktet Proxiphocentron och familjen Xiphocentronidae. Inga underarter finns listade i Catalogue of Life.